# Grant Heslov
Grant A. Heslov (ur. 15 maja 1963 w Los Angeles) – amerykański aktor, producent filmowy, scenarzysta i reżyser, znany ze współpracy producenckiej i pisarskiej z George’em Clooneyem, za którą otrzymał cztery nominacje do Oscara. Jako koproducent dreszczowca Bena Afflecka Operacja Argo (2012) otrzymał Oscara dla najlepszego filmu w 2013. Jako aktor wystąpił w takich filmach jak: Prawdziwe kłamstwa (1994), Czarna owca (1996), Wróg publiczny (1998) i Król Skorpion (2002), a także występując w rolach drugoplanowych w kilku filmach zrealizowanych z Clooneyem.

## Życiorys
Urodził się w Los Angeles w Kalifornii jako syn Kerrie (z domu Rosen), zajmującej się biznesem, i Arthura Heslova, dentysty. Jego rodzina była pochodzenia żydowskiego. Wychowywał się w Palos Verdes w Kalifornii, gdzie uczęszczał do Palos Verdes High School. Studiował na Uniwersytecie Południowej Kalifornii.
Swoją karierę aktorską rozpoczął od gościnnego udziału w serialach, w tym Joanie Loves Chachi (1982) ze Scottem Baio, Więzy rodzinne (Family Ties, 1983) z Michaelem J. Foxem, Happy Days (1984) u boku Henry’ego Winklera i Hardcastle i McCormick (Hardcastle and McCormick, 1984). Debiutował na kinowym ekranie jako członek gangu Parkera (Barry Miller) w familijnym filmie przygodowym Podróż Natty Gann (The Journey of Natty Gann, 1985).

## Życie prywatne
Jest żonaty z producentką Lysą Hayland-Heslov. Mają dwoje dzieci.

## Filmografia

### Aktor
- Spencer (1984–1985) jako Wayne
- Podróż Natty Gann (The Journey of Natty Gann, 1985) jako Gang Parkera
- Orły Temidy (Legal Eagles, 1986) jako woźny sądowy
- Niebezpieczne zakręty (Dangerous Curves, 1988) jako Wally Wilder
- Prawo jazdy (License to Drive, 1988) jako Karl
- Zachód słońca (Sunset, 1988) jako osoba obsługująca samochód
- Wygraj ze mną (Catch Me If You Can, 1989) jako Nevil
- The Marshall Chronicles (1990) jako (1990) (gościnnie)
- Oznaki życia (Vital Signs, 1990) jako Rick
- Columbo – odc. Śmierć gwiazdy rocka (Columbo and the Murder of a Rock Star, 1991) jako technik laboratoryjny
- Zemsta frajerów – następne pokolenie (Revenge of the Nerds III: The Next Generation, 1992) jako Mason
- Prawdziwe kłamstwa (True Lies, 1994) jako Faisil
- M.A.N.T.I.S. (1994)
- Kongo (Congo, 1995) jako Richard
- Czarna owca (Black Sheep, 1996) jako Robbie Mieghem
- Klatka dla ptaków (The Birdcage, 1996) jako fotograf
- Umrzeć o północy (Dead by Midnight, 1997) jako detektyw Mackowitz
- Góra Dantego (Dante’s Peak, 1997) jako Greg
- Wróg publiczny (Enemy of the State, 1998) jako Lenny Bloom
- Waiting for Woody (1998) jako Josh Silver
- Buddy Faro (gościnnie, 1998)
- Clubland (1999) jako Matt
- Wiecie, jak jest... (It's Like, You Know..., 1999–2000) jako Hilo Beckworthy
- It’s a Shame About Ray (2000) jako pan Roy
- Ocalić Nowy Jork (Fail Safe, 2000) jako Jimmy
- Robak (Bug, 2002) jako Gordon
- Król Skorpion (The Scorpion King, 2002) jako Arpid
- The Big Empty (2005) jako Doktor #4
- Good Night and Good Luck (Good Night, and Good Luck., 2005) jako Don Hewitt
- Unscripted (2005) jako on sam (gościnnie)

### Reżyser
- Waiting for Woody (1998)
- Par 6 (2002)
- Unscripted (2005)
- Człowiek, który gapił się na kozy (2009)

### Scenarzysta
- Waiting for Woody  (1998)
- Good Night and Good Luck (Good Night, and Good Luck., 2005)

### Producent
- Good Night and Good Luck (Good Night, and Good Luck., 2005)
- Leatherheads (2008)
- Suburbicon (2009)
- White Jazz (2009)
- Argo